# 杉村美紀
杉村 美紀（すぎむら みき、1962年 - ）は、日本の教育学者。第17代上智大学学長。上智大学総合人間科学部教授、日本学術振興会学術システム研究センター主任研究員、国連大学サステイナビリティ高等研究所客員教授。元日本比較教育学会会長。日本比較教育学会平塚賞受賞。

## 人物・経歴
1985年お茶の水女子大学文教育学部教育学科卒業。1992年東京大学大学院教育学研究科博士課程満期退学、外務省在連合王国日本国大使館専門調査員。1996年国立教育研究所研究協力者。1998年博士（教育学）。2000年広島大学教育開発国際協力センター客員研究員。2001年日本比較教育学会平塚賞受賞。2002年上智大学文学部教育学科専任講師。2005年上智大学総合人間科学部教育学科専任講師。2007年同准教授。2013年同教授。
2014年上智大学副学長。2017年日本比較教育学会会長。2018年日本学生支援機構運営評議会委員。2019年国際協力機構 緒方貞子平和開発研究所 客員研究員。2021年国連大学サステイナビリティ高等研究所客員教授、お茶の水女子大学経営協議会委員兼学長選考会議委員、静岡県公立大学法人評価委員会委員。2022年日本学術振興会学術システム研究センター主任研究員、文部科学省中央教育審議会教育振興基本計画部会臨時委員。2025年上智大学学長。

## 著作
- 『マレーシアの教育政策とマイノリティ : 国民統合のなかの華人学校』東京大学出版会 2000年 ISBN 4-13-056201-0
- 『国際教育市場をめぐるアジア諸国の高等教育戦略に関する国際共同研究』（上智大学と共著）[杉村美紀] 2004-2005[5]
- 『移動する人々と国民国家—ポスト・グローバル化社会における市民社会の変容』（編著）明石書店 2017年 ISBN 978-4-7503-4567-3

### 編集
- 『華僑教育関係文献資料目録』東京学芸大学海外子女教育センター 1988年
- 『激動するアジアの大学改革 : グローバル人材を育成するために』（北村友人と共編）上智大学出版 2012年 ISBN 978-4-324-09439-6
- 『多文化共生社会におけるESD・市民教育』（田中治彦と共編）上智大学出版 2014年 ISBN 978-4-324-09855-4